# Synagoge (Słupca)
Koordinaten: 52° 17′ 14,6″ N, 17° 52′ 8,4″ O

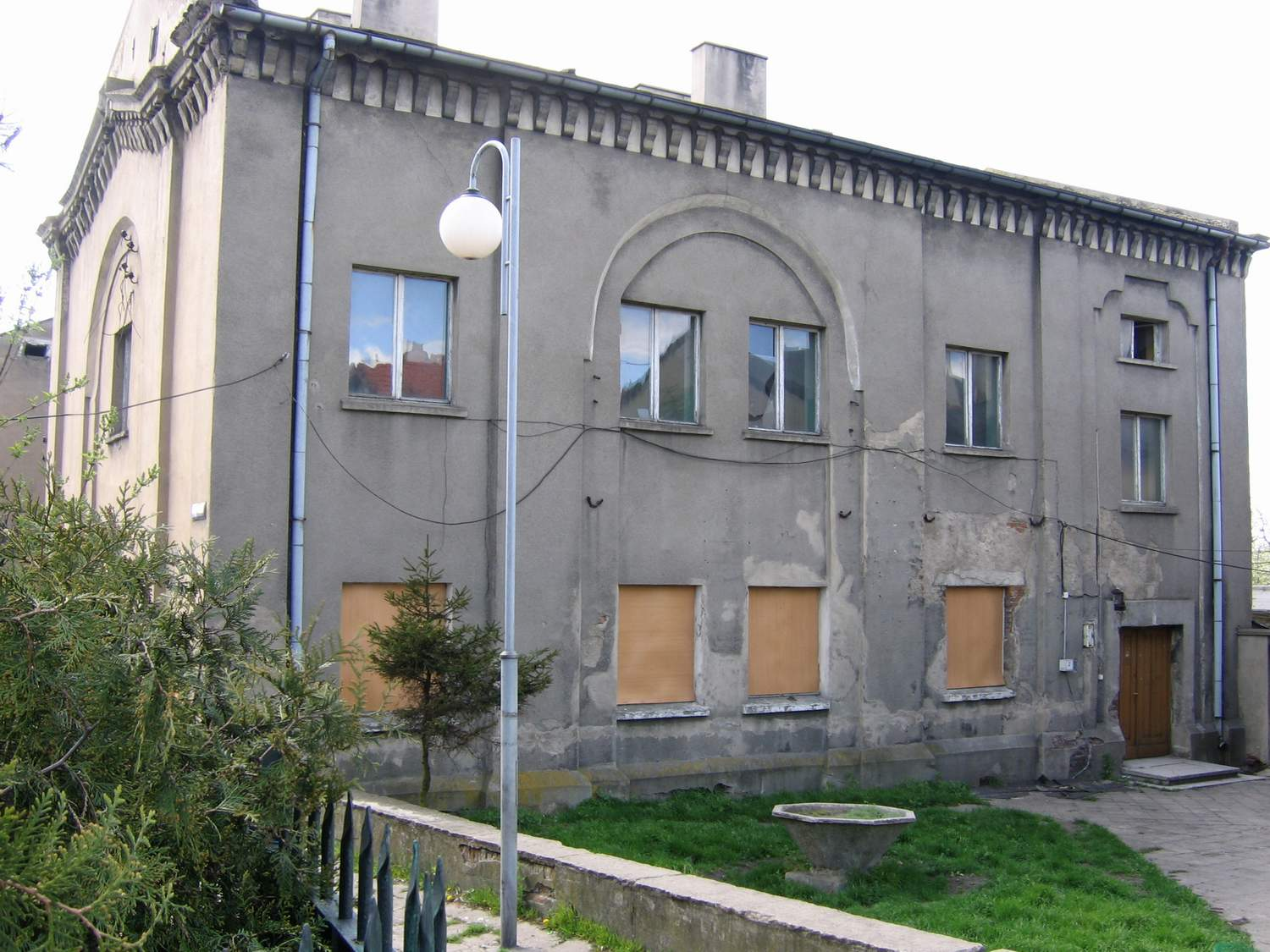
Synagoge in Słupca

Die Synagoge in Słupca, einer polnischen Stadt in der Woiwodschaft Großpolen, wurde in der zweiten Hälfte des 19. Jahrhunderts errichtet. Die profanierte Synagoge wurde von den deutschen Besatzern verwüstet und nach dem Zweiten Weltkrieg für unterschiedliche Zwecke genutzt. Im Jahr 2005 wurden die Synagoge und die Mikwe der Jüdischen Gemeinde Breslau übergeben.